# 439 v.Chr.
Het jaar 439 v.Chr. is een jaartal volgens de christelijke jaartelling.

## Gebeurtenissen

### Griekenland
- Samos wordt door de Atheense vloot belegerd en capituleert.

## Overleden
- Lucius Quinctius Cincinnatus, Romeins veldheer en korte tijd dictator.